# Zespół Bartha
Zespół Bartha (łac. syndroma Barth, ang. Barth syndrome) – genetycznie uwarunkowane, dziedziczone recesywnie, sprzężone z płcią zaburzenie związane z mutacją genu tafazyny (TAZ), które charakteryzuje się: kardiomiopatią rozstrzeniową, miopatią mięśni szkieletowych, opóźnieniem wzrastania, neutropenią i acydurią 3-metyloglutakonową. Badanie biopsji mięśnia sercowego, mięśni szkieletowych czy wątroby wykazuje nieprawidłowości budowy i funkcji mitochondriów.

## Synonimy
Inne nazwy stosowane na określenie zespołu Bartha:
- kwasica 3-metyloglutakonowa typu II
- acyduria 3-metyloglutakonowa typu II, ang. 3-methylglutaconic aciduria, type II
- MGCA2
- MGA, type II
- MGA2
- kardiomiopatia sprzężona z chromosomem X
- zwłóknienie sprężyste wsierdzia typu 2 ang. endocardial fibroelastosis, type II
- EFE2

## Historia
Zespół został opisany po raz pierwszy w 1983 roku przez zespół pod kierownictwem holenderskiego neurologa dziecięcego Petera Bartha.

## Etiologia
Choroba spowodowana jest uszkodzeniem genu TAZ (G4.5) znajdującego się na długim ramieniu chromosomu X w regionie q28, kodującego enzym tafazynę. Opisano ponad 120 różnych mutacji tego genu. Tafazyna jest nieswoistą transacylazą fosfolipidowo-lizofosfolipidową, która odpowiada za modyfikację struktury kardiolipiny, jedynego fosfolipidu syntetyzowanego w błonie mitochondrium. Kardiolipina oddziałuje z licznymi białkami związanymi z syntezą adenozyno-5′-trifosforanu (ATP) oraz bierze udział w procesie apoptozy mitochondriów. W wyniku mutacji dochodzi do upośledzenia włączania kwasu linolowego do kardiolipiny oraz zaburzeń czynności wewnętrznej i zewnętrznej błony mitochondriów.

## Epidemiologia
Częstość występowania szacowana jest na 1 na 300 000–400 000 żywych urodzeń.

## Obraz kliniczny
Zespół Bartha występuje wyłącznie u dzieci płci męskiej, natomiast kobiety są wyłącznie bezobjawowymi nosicielami. Choroba występuje w różnym nasileniu u różnych pacjentów, nawet z tej samej rodziny. Nasilenie neutropenii, która występuje u 90% pacjentów, jest różne w czasie i neutropenia może pogarszać się i poprawiać cyklicznie, również nasilenie kardiomiopatii zmniejsza się, a w niektórych przypadkach, aż do ustąpienia z wiekiem pacjenta.
Zmiany w układzie sercowo-naczyniowym zwykle występują już w okresie niemowlęcym, czasem bezpośrednio po porodzie (opisano również przypadki zaobserwowane prenatalnie), najczęściej pod postacią kardiomiopatii rozstrzeniowej, ale także jako niescalony mięsień lewej komory. Niezależnie od stopnia uszkodzenia lewej komory mogą występować komorowe zaburzenia rytmu, nagłe zatrzymanie krążenia oraz nagła śmierć sercowa, których ryzyko wzrasta z wiekiem pacjenta.
Twarz chłopców z zespołem Bartha jest charakterystyczna (wysokie płaskie czoło, okrągła twarz z pełnymi policzkami, odstające małżowiny uszne i głęboko osadzone oczy), jednakże z okresem pokwitania cechy te w znacznym stopniu zanikają. Opóźnienie wzrostu zauważalne w dzieciństwie oraz opóźniony wiek kostny nie przekładają się na niedobór wzrostu w wieku dojrzałym.
Miopatia jest częstym objawem i większość pacjentów ma opóźniony rozwój psychomotoryczny. Osłabienie dotyczy przede wszystkim proksymalnych mięśni i nie pogarsza się wiekiem. Może być obecny objaw Gowersa. Rozwój umysłowy nie jest opóźniony, jednakże występują zaburzenia orientacji przestrzennej i umiejętności matematycznych.

## Badania dodatkowe
- ultrasonografia 2D pozwala na ustalenie rozpoznania kardiomiopatii
- RTG klatki piersiowej, elektrokardiogram, holter EKG, test wysiłkowy[6]
- leukopenia oraz neutropenia < 1,5×106/ml w morfologii krwi[6]
- obniżone stężenie cholesterolu oraz karnityny w surowicy[6]
- podwyższona aktywność kinazy kreatynowej (CK) w surowicy[6]
- podwyższone stężenie kwasu mlekowego w surowicy (> 2 mmol/l; > 20 mg/dl)[6]
- zwiększone wydalanie kwasu 3-metyloglutakonowego (3-MGCA) w moczu metodą chromatografii gazowej sprzężonej ze spektrometrią mas (GC-MS)

## Diagnostyka różnicowa
Podstawą rozpoznania jest stwierdzenie triady kliniczno-biochemicznej (kardiomiopatia rozstrzeniowa, neutropenia, acyduria 3-metyloglutakonowa).
W przypadkach niepełnej penetracji wykluczenie zespołu Bartha jest możliwe na podstawie:
- analizy molekularnej DNA w kierunku mutacji w genie TAZ
- oznaczenia profilu kardiolipiny metodą HPLC-MS

Zespół Bartha należy różnicować z następującymi rozpoznaniami:
- wrodzona kardiomiopatia
- kardiomiopatia w przebiegu chorób gruczołów wydzielania wewnętrznego
- kardiomiopatia w wyniku niedoborów pokarmowych (niedobór selenu, witaminy B1, karnityny, witaminy D)
- choroby mitochondrialne
- cykliczna neutropenia
- przewlekła wrodzona neutropenia
- kardiomiopatia rozstrzeniowa z ataksją (kwasica 3-metyloglutakonowa typu V, DCMA)

## Leczenie
Nie ma specyficznego leczenia zespołu Bartha (2015). Stosowanie kwasu pantotenowego i karnityny nie przynosi korzyści, a dodatkowo przy stosowaniu karnityny opisywano pojedyncze przypadki pogorszenia stanu pacjenta.
W leczeniu objawowym zalecane jest następujące postępowanie:
- leczenie niewydolności serca zgodnie z aktualnymi wytycznymi,
- przeszczepienie serca, jednakże rokowanie poprawia się z wiekiem i tylko 14% pacjentów wymaga takiego postępowania,
- wszczepienie wszczepialnego kardiowertera-defibrylatora serca w przypadku wystąpienia komorowych zaburzeń rytmu serca oraz omdleń,
- profilaktyka i leczenie infekcji, przy objawowej neutropenii podawanie czynnika stymulującego tworzenie kolonii granulocytów (G-CSF), profilaktycznej antybiotykoterapii,
- szczegółowa ocena psychologiczna z uwzględnieniem pomocy w szkole, uwzględniającej niedobory u pacjentów.

## Rokowanie
Rokowanie w przypadku braku leczenia jest bardzo złe, większość chorych umiera we wczesnym dzieciństwie, w przebiegu niewydolności serca lub zakażenia. W przypadku postawienia rozpoznania śmiertelność wynosi 10%. Najstarszy chory żyjący w 1997 roku miał ponad 50 lat. Długość życia u nosicielek jest taka sama jak w populacji ogólnej.